# Margaretenkapelle (Steyr)

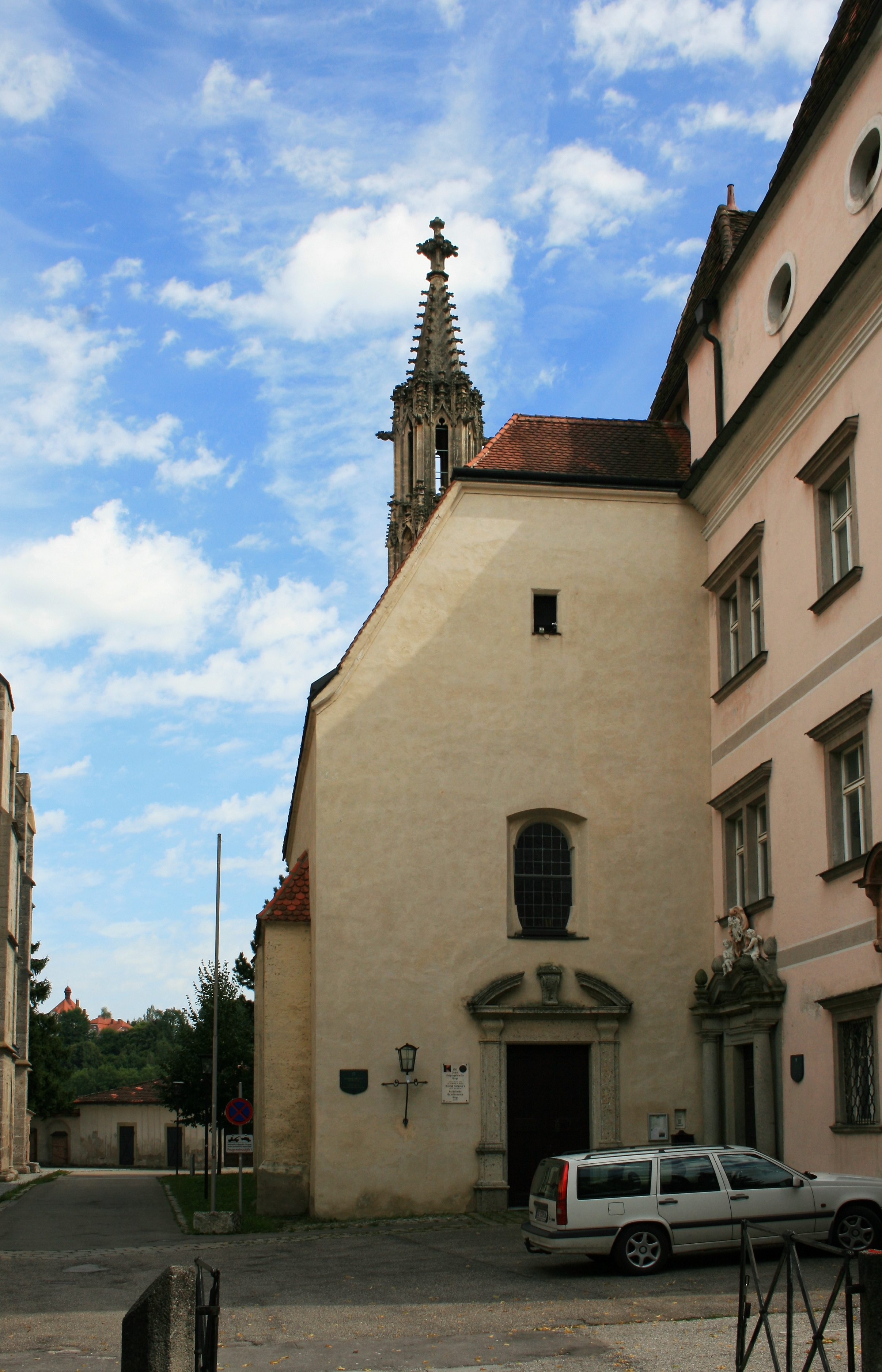
Margaretenkapelle am Brucknerplatz

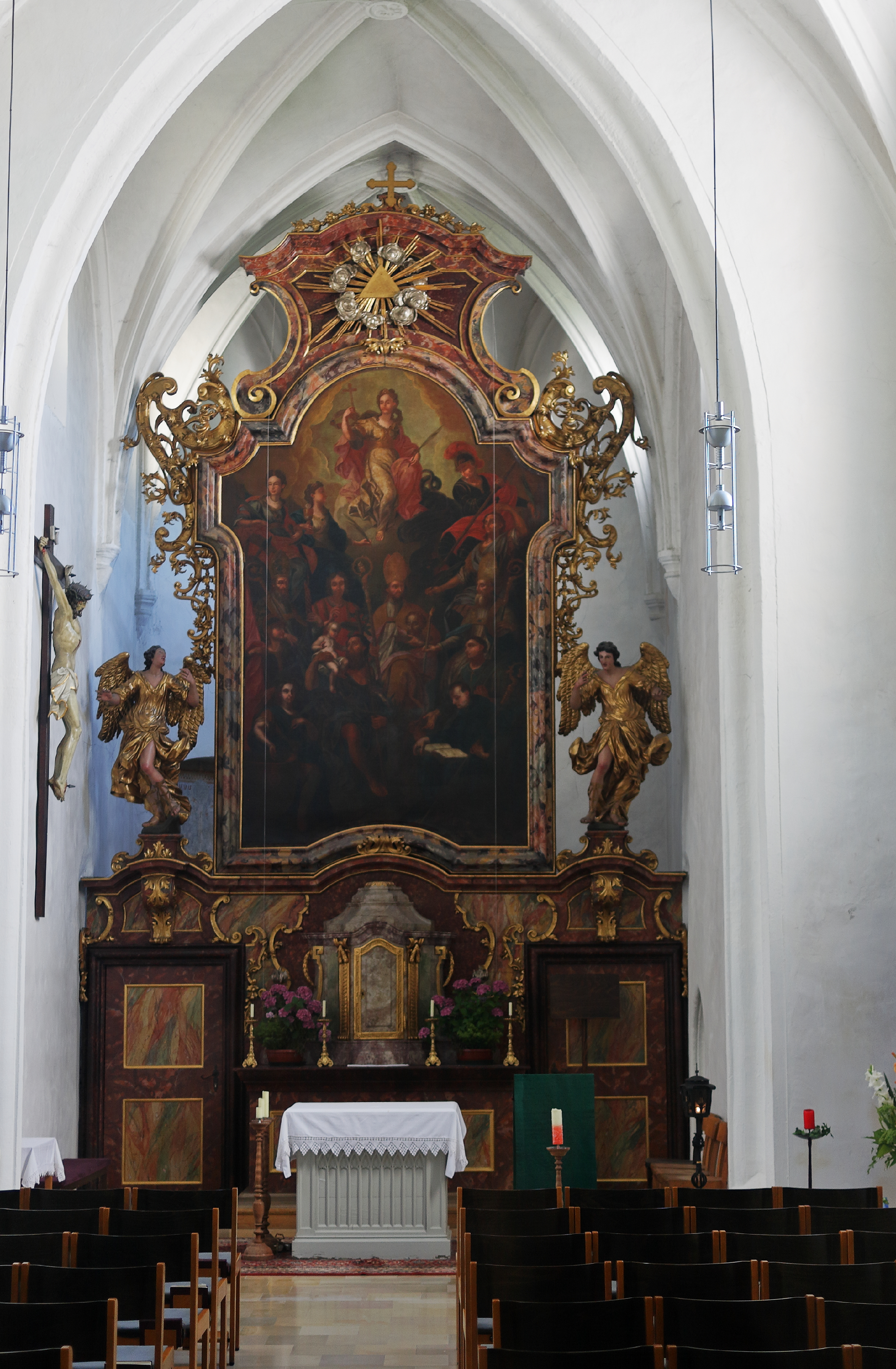
Inneres mit Blick zum barocken Altar

Die Margaretenkapelle am Steyrer Brucknerplatz stammt von um 1430. Der Name des Baumeisters ist unbekannt, die Pläne für den gotischen Dachreiter werden jedoch Hans Puchsbaum zugeschrieben, der ab 1443 die benachbarte Stadtpfarrkirche errichtete.

## Geschichte
Ein Vorgängerbau der heutigen Kapelle könnte bereits im 13. Jahrhundert bestanden haben, denn aus einer Garstner Urkunde ist eine „colla“ an der Mündung der Sabinicha (Teufelsbach, bzw. Sarmingbach) in die Enns bekannt. In der Stiftung einer „ewigen Messe“ 1430 durch Georg Pülsinger wird eine neue Kapelle erwähnt, womit die Margaretenkapelle gemeint sein dürfte. Die erste eindeutige Nennung stammt aus einem Spruchbrief Herzog Albrecht V. von 1437.
Der Stadtbrand des Jahres 1522 beschädigte die Kapelle schwer, auch in den folgenden Jahrhunderten waren immer wieder größere Instandsetzungsarbeiten nötig: 1614 eine Erneuerung des Daches, 1687 eine Untermauerung des Langhauses und 1751 umfangreiche Reparaturen durch den Stadtbaumeister Johann Gotthard Hayberger.
Die Reformen Kaiser Josephs II. brachten die Profanierung: Die „Fahrnisse“ der Kapelle sollten verkauft und deren Erlös dem Religionsfonds zugeführt werden. 1797 wurde die Kapelle entweiht und eine Trennwand zwischen Chor und Langhaus eingebaut.
Nachdem der Hans Puchsbaum zugeschriebene gotische Dachreiter bereits in der ersten Hälfte des 19. Jahrhunderts sehr baufällig war, wurde der obere Teil schließlich 1893 abgetragen und bis 1910 wieder aufgebaut. Diskutiert wurde ab 1964 eine Umgestaltung als Kriegerdenkmal, bis zu der umfassenden Restaurierung 1977/78 blieb die ehemalige Kapelle jedoch ein Lagerraum ohne weitere Verwendung. Im Oktober 1978 weihte Bischof Franz Zauner die Kapelle neu zu einer Werktagskirche.

## Architektur und Ausstattung
Das Schiff ist 22,04 m lang und 6,97 m breit, der Chor 9,30 m hoch und 4,96 m breit. Der kreuzrippengewölbte Chor zeigt den 5/8 Schluss und ist einjochig und eingezogen. Die Schlusssteine im Gewölbe sind mit Rosen- und Lilienblüten verziert und zeigen die Buchstaben M R S. Der barocke Altar stammt ursprünglich aus der zum Stift Garsten gehörigen Kirche Maria Magdalena im Haselgraben bei Linz. Von dort gelange er anlässlich einer Erneuerung der Kirche nach Steyr. Das heute noch vorhandene Altarblatt von 1727 zeigt die Vierzehn Nothelfer, Künstler ist der Garstner Hofmaler Karl von Reslfeld. Bei der Restaurierung 1977/78 wurde die Mauer zwischen Langhaus und Chor entfernt. Die barocken Fenster im Chor verblieben.

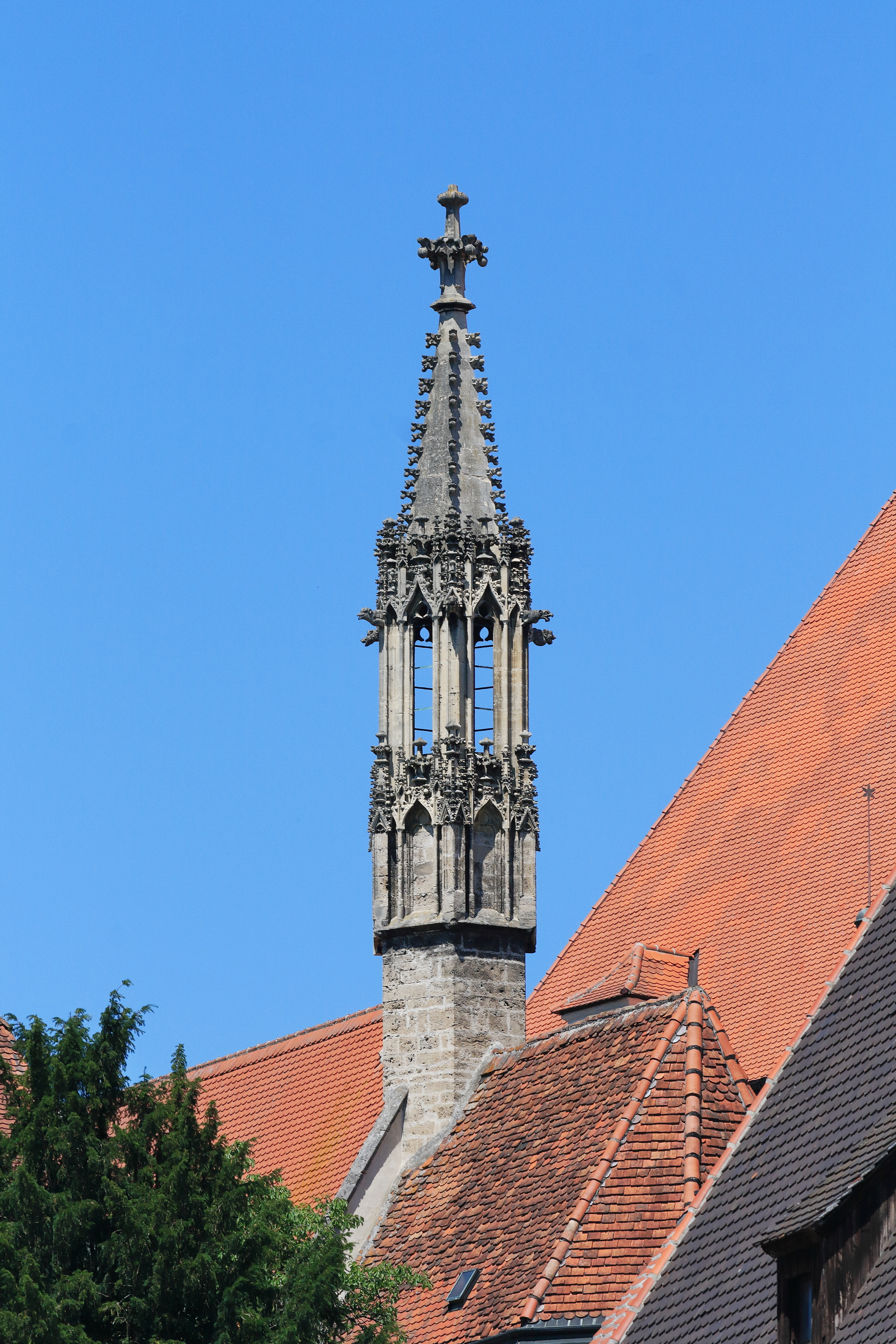
Der gotische Dachreiter
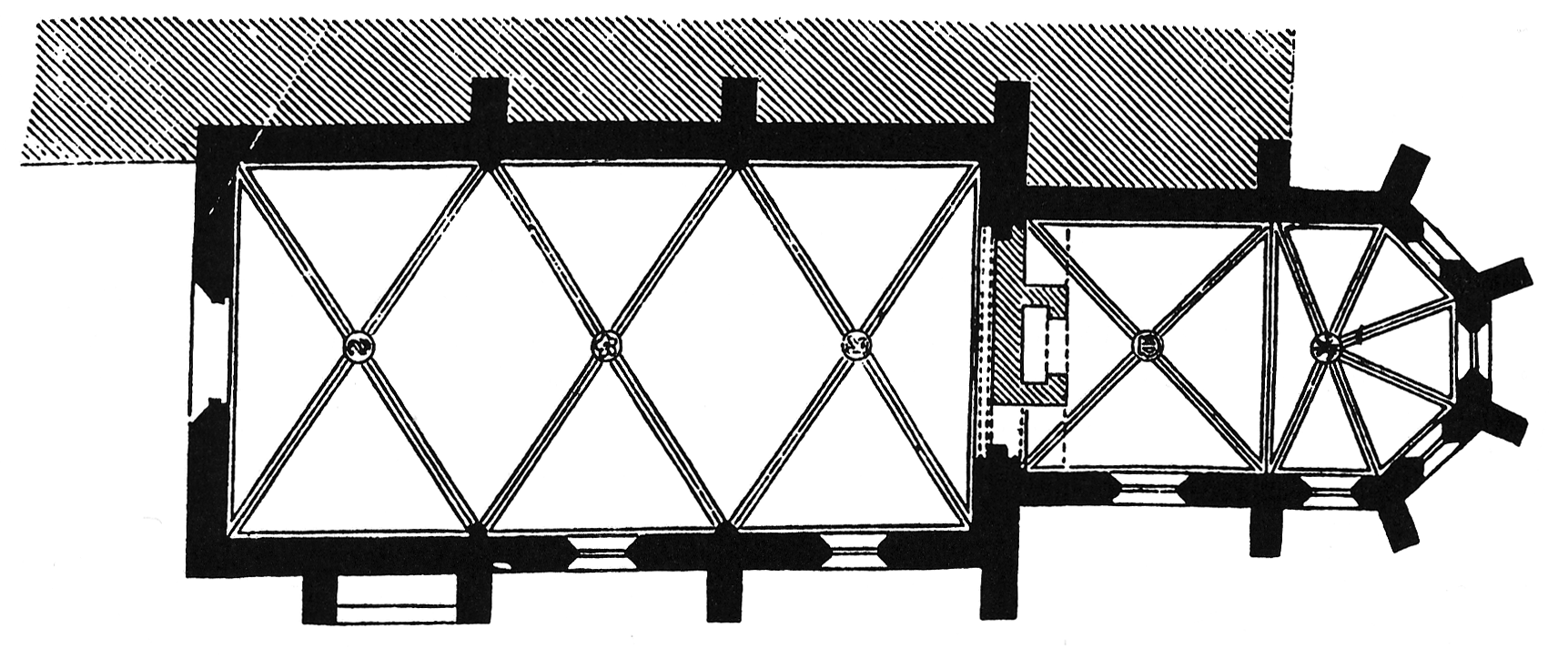
Grundriss nach Hermann von Riewel (vor 1897)
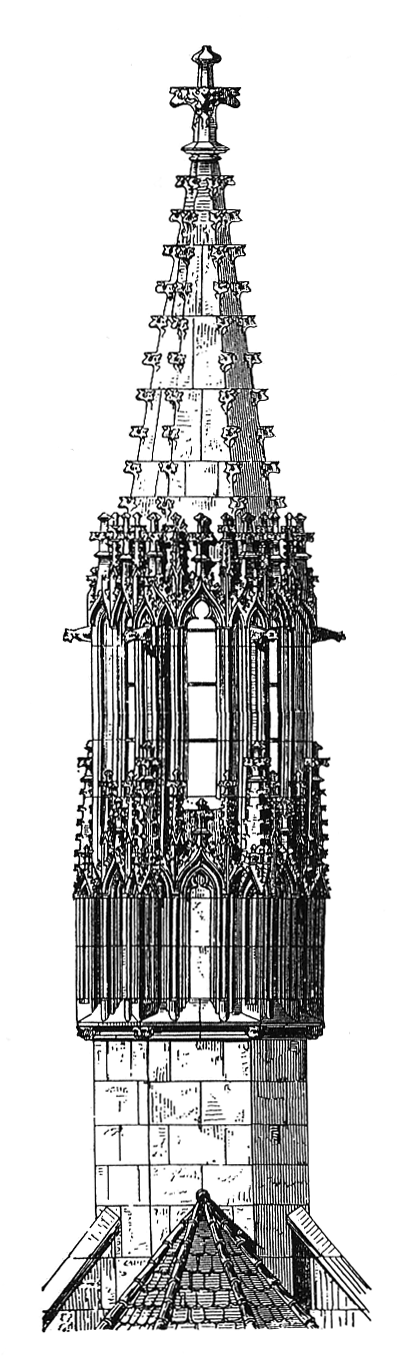
Bauaufnahme des Dachreiters
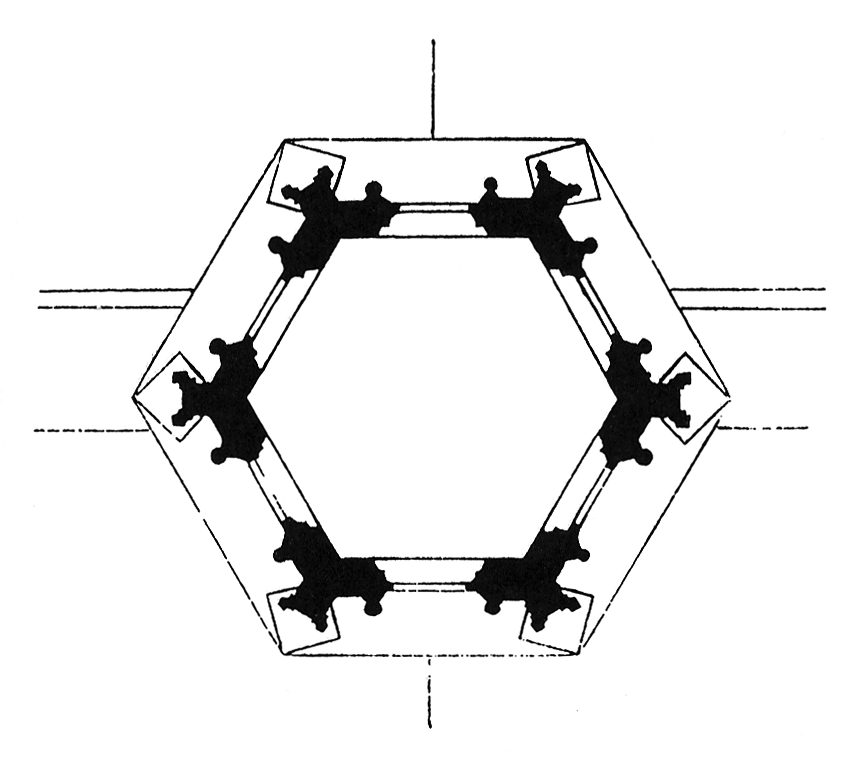
Querschnitt des Dachreiters